# Charles Hueber
Charles Hueber (Guebwiller, 21 de agosto de 1883-Estrasburgo, 18 de agosto de 1943) fue un político, «autonomista» alsaciano, diputado y alcalde de Estrasburgo, que basculó del comunismo al nazismo.

## Biografía
Nacido el 21 de agosto de 1883 en Guebwiller, Alsacia-Lorena (Imperio alemán), encabezó a la rama regional de los socialistas alemanes a partir de 1910. Hueber, que luchó en el ejército alemán en la Primera Guerra Mundial, se convirtió —una vez incorporado el territorio de Alsacia-Lorena a Francia con el Tratado de Versalles de 1919— en líder de los comunistas alsacianos, con la fundación del Partido Comunista Francés (PCF) en 1920 y la de su rama en la región. Fue diputado por primera vez por el Bajo Rin en la Cámara de Diputados francesa entre 1924 y 1928. Expulsado del PCF, fue alcalde de Estrasburgo entre 1929 y 1935, y de nuevo diputado por el Bajo Rin entre 1936 y 1942. Trabajó como contable dentro del Partido nazi alemán (NSDAP) desde 1941 hasta su muerte, que se produjo el 18 de agosto de 1943 en Estrasburgo.